# Сетница (община Доброва-Полхов Градец)
Вижте пояснителната страница за други значения на Сетница.
Сетница (на словенски: Setnica) е село в Словения, Средна Словения, община Доброва-Полхов Градец. Според Националната статистическа служба на Република Словения през 2002 г. селото има 33 жители.